# Sonneck (montagna)
Il Sonneck è una montagna di 2 260 m di altitudine nei Monti del Kaiser in Tirolo. Sulla sua ampia vetta si erge una massiccia croce. Il panorama è mozzafiato: le viste sull'Ellmauer Halt, sul Treffauer e sul lago Hintersteiner sono particolarmente suggestive.

## Geografia
Il Sonneck sorge nella parte occidentale del Wilder Kaiser, sulla cresta principale tra l'Hackenköpfe e il Kopfkraxen a ovest, così come l'Haltstock a est (Kleine Halt, Gamshalt ed Ellmauer Halt), e il Treffauer più a sud-est. È una delle vette più alte del Kaiser, ma viene raramente scalata. A nord-est, il Sonneck scende in alte e scoscese pareti fino all'Oberer Scharlinger Boden. A sud-est, il Sonneck è collegato al massiccio del Treffauer tramite la cresta e il Kleinkaiserl. Sul versante meridionale, il Sonneck presenta ripide e alte pareti rocciose sopra lo Schneekar, che sono attraversate da diverse vie di arrampicata (ad esempio il Sonnenpfeiler). La cima appartiene al territorio comunale di Kufstein.
A nord-ovest del Sonneck, sulla sua cresta nord-occidentale, si trovano l' Oberes Gamskarköpfl (2 040 m) e l' Unteres Gamskarköpfl (1 975 m).

## Alpinismo
Il Sonneck è una delle vette più facili, ma anche relativamente poco conosciute, dei Monti del Kaiser. È facilmente raggiungibile da alpinisti esperti e allenati, sia da sud che da nord, tramite due sentieri diversi.
- Via Sud : 4 ore di salita, 3 ore di discesa, 1 425 metri di dislivello

Il punto di partenza di questo itinerario è Scheffau am Wilden Kaiser. Si può raggiungere in auto la locanda Jägerwirt (910 m) e da lì si può camminare, inizialmente a passo lento attraverso boschi e prati. Dopo un'ora e mezza si raggiunge la Kaiser-Hochalm, poi il percorso diventa più ripido, superando il versante meridionale del Sonnenstein, poi attraverso pendii di pino silvestre e terreno aperto e accidentato, una faticosa salita fino alla cresta. Oltre questa, o meglio, deviando verso ovest, un buon sentiero conduce al Kopfkraxen, l'anticima. Da lì, una discesa esposta, in parte assicurata da funi metalliche, fino alla cresta che attraversa verso il Sonneck e poi una salita in parte esposta sul versante opposto fino alla cima del Sonneck. Nelle giornate soleggiate e calde è necessario partire di buon'ora. È richiesto passo sicuro; l'ultimo tratto richiede anche assenza di vertigini. Alcuni tratti sono classificati come livello di difficoltà I.
- Via Nord : 7 ore di salita, 6 ore di discesa, 1 830 metri di dislivello

Il punto di partenza di questo itinerario è Sparchen, una frazione di Kufstein. Inizialmente, l'avvicinamento è lungo, ma il paesaggio è estremamente suggestivo. In 2 ore e mezza, l'escursione attraversa la valle Kaisertal, passando per il Pfandlhof e la Cappella di Sant'Antonio, fino all'Anton-Karg-Haus a Hinterbärenbad. È possibile pernottare lì. Il percorso segnalato, ma raramente frequentato, segue il Bettlersteig per un'altra mezz'ora in direzione del rifugio Kaindlhütte, finché il Güttler-Steig non si dirama verso il Sonneck. Inizialmente poco entusiasmante, il sentiero sale piacevolmente a tornanti attraverso il bosco, fino a scendere su un gradino roccioso (assicurato con una fune metallica e staffe di ferro) e poi salire attraverso un ampio ghiaione (Kühkarl). Successivamente, il sentiero prosegue con una pendenza costante attraverso un terreno accidentato e in parte esposto (in un tratto assicurato con una fune metallica) fino al Gamskar. Da lì, il sentiero si snoda in parte su rocce (protetto da alcune sbarre di ferro) e tra pini mughi, superando l'Unterer e l'Oberer Gamskarköpferl e infine, faticosamente, attraverso un circo ghiaioso fino alla cima del Sonneck. Alcuni tratti presentano difficoltà di I grado. È richiesto un passo sicuro. Nel complesso, è più lungo, ma un po' più facile del percorso meridionale.
- Attraversamento della cresta verso Scheffauer via Hackenköpfe

È possibile attraversare l'intera cresta da Sonneck via Kopfkraxen, Wiesberg e Hackenköpfe fino a Scheffauer. Tuttavia, questo itinerario è faticoso, lungo, non costantemente segnalato o assicurato e a tratti piuttosto esposto, con diverse contro salite e numerosi tratti di arrampicata fino al grado di difficoltà II. Può essere intrapreso solo da alpinisti con passo sicuro, senza vertigini, conoscenza del luogo ed esperienza alpina. L'intera traversata dal Sonneck a Scheffauer dura circa 3-4 ore, dopodiché è necessario scendere al rifugio Kaindlhütte, al lago Hintersteiner o al Jägerwirt (Scheffau). Questa traversata di cresta viene solitamente intrapresa in direzione opposta, poiché i tratti più difficili si trovano in salita; la sua lunghezza e difficoltà sono spesso sotto valutate.
- Via ferrata di Kufstein

Da diversi anni, sulla cresta nord-occidentale del Sonneck, all'altezza dell'Unterer Gamskarköpfl, si trova l'impegnativa via ferrata alpina Kufsteiner Klettersteig (tratti lunghi di difficoltà D, appigli sparsi, ottima sicurezza e in alcuni punti molto esposti). Si dirama dal Güttler Steig verso est, nei pressi del grande ghiaione inferiore (Kühkarl) e, dopo la cima dell'Unterer Gamskarköpfl (croce di vetta con libro), si ricongiunge al Güttler Steig sotto la struttura sommitale attraverso la salita normale e assicurata dell'Unterer Gamskarköpferl. Questa impegnativa via ferrata sportiva alpina non va sottovalutata e richiede abilità di arrampicata, assenza di vertigini e passo sicuro, oltre a un'eccellente forma fisica e resistenza. Casco, set da ferrata e imbracatura sono obbligatori. Non salire mai nella direzione di discesa.
- Vie di arrampicata

La parete sud del Sonneck è molto apprezzata dagli scalatori; vi si trovano numerose vie a partire dal III grado (ad esempio il Sonnenpfeiler), raggiungibili passando per lo Schneekar (raggiungibile tramite la via normale segnalata del Treffauer).